# Kirill Gevorgian
Kirill Goratsievich Gevorgian (Moscú, 8 de abril de 1953) es un diplomático y jurista ruso, juez en la Corte Internacional de Justicia (CIJ) desde 2015 y actual vicepresidente de la misma desde 2021. Previamente, entre 2003 y 2009, fue el embajador de Rusia en los Países Bajos.